# Anuk Brändli
Anuk Brändli (7 giugno 2003) è una sciatrice alpina svizzera.

## Biografia
Specialista delle prove tecniche attiva dal novembre del 2019, Anuk Brändli ha esordito in Coppa Europa il 29 novembre 2022 a Mayrhofen in slalom speciale (42ª) e in Coppa del Mondo il 16 gennaio 2024 a Flachau nella medesima specialità, senza completare la gara; ai successivi Mondiali juniores di Alta Savoia 2024 ha conquistato la medaglia d'oro nella combinata a squadre e quella d'argento nello slalom speciale. Sempre in slalom speciale in Coppa Europa ha conquistato il primo podio, il 20 dicembre 2024 in Valle Aurina (3ª), e la prima vittoria, l'8 gennaio 2025 a Les Diablerets; non ha preso parte a rassegne olimpiche o iridate.

## Palmarès

### Mondiali juniores
- 2 medaglie:
  - 1 oro (combinata a squadre ad Alta Savoia 2024)
  - 1 argento (slalom speciale ad Alta Savoia 2024)

### Coppa Europa
- Miglior piazzamento in classifica generale: 26ª nel 2025
- 2 podi:
  - 1 vittoria
  - 1 terzo posto

#### Coppa Europa - vittorie
| Data           | Località       | Paese    | Specialità |
| -------------- | -------------- | -------- | ---------- |
| 8 gennaio 2025 | Les Diablerets | Svizzera | SL         |

Legenda:

SL = slalom speciale

### Campionati svizzeri
- 2 medaglie:
  - 1 oro (slalom speciale nel 2023)
  - 1 argento (slalom speciale nel 2025)